# Brouwerij Belle Vue (Veurne)
Brouwerij Belle Vue ook wel Brouwerij Declerck is een voormalige brouwerij te Veurne. Deze was actief van 1911 tot 1940/44.

## Bieren[2]
- Blonde de Littoral
- Bolhoed
- Tonic des Flandres
- Tonik Double Blonde